# Šantovka Tower
Šantovka Tower je plánovaná výšková budova v Olomouci, který má vyrůst v nové čtvrti Šantovka. Mrakodrap by měl být vysoký 75 m.

## Výška
Původně měla výška budovy dosahovat 75 metrů, protože se však měla stavět v ochranném pásmu městské památkové rezervace, Ministerstvo kultury požadovalo limit pro stavbu 23 metrů. Tento požadavek byl zamítnut soudem jako nedostatečně odůvodněný. Město Olomouc pak vydalo územní plán s omezením maximální výšky na 40 metrů pro výškové stavby (27 metrů bude pro plošnou zástavbu). Investor ustoupil a chce postavit Šantovku  v nové poloze, která bude stále blízko historického centra. V červnu 2018 hlasovalo zastupitelstvo o novém územním plánu; výstavbě Šantovka Tower tak zabráněno nebylo a budova měla být realizována ve své původní výšce 75 metrů. Veřejný ochránce práv v roce 2020 napadl toto územní rozhodnutí Magistrátu města Olomouce žalobou pro porušení zákona o památkové péči, zákona o ochraně přírody, podezření z podjatosti atd. Přestože krajský soud žalobu zamítl, Nejvyšší správní soud následné kasační stížnosti ombudsmana opakovaně vyhověl a rozhodnutí soudu nižší instance zrušil. Případ dosud není uzavřen.

## Umístění Šantovky Tower
Mrakodrap by se měl nacházet ve čtvrti Šantovka u bývalé potravinárny MILO a řeky Moravy.